# 5186 Donalu
5186 Donalu eller 1990 SB4 är en asteroid i huvudbältet som upptäcktes den 22 september 1990 av den amerikanska astronomen Brian P. Roman vid Palomarobservatoriet. Den är uppkallade efter upptäckarens fru, Dona W. Roman.
Asteroiden har en diameter på ungefär 11 kilometer.